# Montalbanejo (kommunhuvudort)
Montalbanejo är en kommunhuvudort i Spanien.   Den ligger i provinsen Provincia de Cuenca och regionen Kastilien-La Mancha, i den centrala delen av landet, 130 km sydost om huvudstaden Madrid. Montalbanejo ligger 908 meter över havet och antalet invånare är 176.
Terrängen runt Montalbanejo är platt. Runt Montalbanejo är det mycket glesbefolkat, med 4 invånare per kvadratkilometer. Närmaste större samhälle är La Almarcha, 11,4 km sydost om Montalbanejo. Trakten runt Montalbanejo består till största delen av jordbruksmark.